# Augustin Benoît Hovyn
Antonius Augustinus Benedictus (Benoît) Hovyn (gedoopt te Menen op 29 april 1753 - overleden te Yverdon-les-Bains (Zwitserland) op  november 1828) was schepen van Kortrijk in 1794 en lakenhandelaar. 
Hij was een zoon van Livinus Josephus, schepen van Menen en Julia Melania Sophia van Ruymbeke. Hij huwde op 30 juni 1778 te Kortrijk met Jeanne Rose La Violette (+ Duinkerke, 3 oktober 1803) (dochter van Augustinus Josephus en Joanna Vantieghem). Op de overlijdensakte van Jeanne Rose stond dat haar echtgenoot te Parijs verbleef.
"Nadat de revolutie over haar hoogtepunt was, kreeg Bathilde d’Orléans haar hôtel terug, maar door gebrek aan middelen verhuurde ze de benedenétage aan Benoît Hovyn. Deze Vlaamse zakenman, geboren in Menen en aanvankelijk lakenhandelaar in Kortrijk, had goede zaken gedaan na de aanhechting van de Zuidelijke Nederlanden bij Frankrijk. Hovyn werd een “entrepreneur de plaisirs”: hij verhuurde de zalen van het Élysée voor bals, feesten, concerten en lezingen… terwijl koppels er een kamer konden huren voor een nacht of korter. Dat gebeurde in 1797. De eigenares, die op de verdieping woonde, werd na een mislukte royalistische staatsgreep later dat jaar gedwongen Frankrijk te verlaten. Het Élysée werd opnieuw onteigend en verkocht aan Hovyn, die het verder tot één groot centrum van amusement uitbouwde. Er werden uitbundige feesten gegeven. Later kwamen er ook winkels en werd de eerste verdieping in appartementen opgedeeld."
Bepaalde bronnen geven aan dat Antonius Augustinus Benedictus een relatie had met Bathilde d'Orleans, maar dat valt niet aan te tonen of te verwerpen.